# Alles Fleisch ist Gras
Alles Fleisch ist Gras ist ein österreichischer Fernsehfilm aus der Landkrimi-Filmreihe aus dem Jahr 2014 von Reinhold Bilgeri mit Wolfgang Böck, Tobias Moretti und Harald Schrott in den Hauptrollen. Das Drehbuch von Agnes Pluch basiert auf dem gleichnamigen Roman von Christian Mähr (2010). Im ORF wurde der Film am 27. Dezember 2014 erstmals gezeigt, im ZDF war die Erstausstrahlung am 29. Juli 2020.

## Handlung
Der Chemiker Dr. Anton „Toni“ Galba ist Betriebsleiter der Abwasserreinigungsanlage Dornbirn-Schwarzach (ARA). Er hat eine heimliche Affäre mit seiner Arbeitskollegin Helga Sieber. Zwischen ihm und seinem Mitarbeiter Roland Mathis kommt es deswegen zu einem Streit. Dabei stoßt Galba Mathis von sich, Mathis stürzt über eine Stiege und stirbt. In der Folge meldet Galba Mathis als vermisst. Der ermittelnde Polizist, Chefinspektor Nathan Weiß, ein früherer Schulkollege von Galba, findet auf der Festplatte von Mathis Fotos, die Anton Galba beim Geschlechtsverkehr mit Helga Sieber zeigen. Weiß vermutet, dass Galba Mathis deswegen umgebracht und in der Fleischmühle für Gastronomieabfälle der Anlage entsorgt hat.
Aber statt ihn zu verhaften fordert Weiß Galba auf, ihn bei seiner eigenen Agenda zu unterstützen. Weiß hat eine Affäre mit Adele Stadler, die von ihrem Mann, dem Bauunternehmer Ludwig Stadler, misshandelt wurde. Galba lockt Ludwig Stadler, unter dem Vorwand, dass ihm Weiß auf der Spur ist und er ihn deswegen dringend sprechen müsse, in die ARA, wo er von Weiß zusammengeschlagen wird. In der von Fernsehjournalist Ingomar Kranz präsentierten Nachrichtensendung Vorarlberg heute wird der Tod von Ludwig Stadler als mutmaßlicher Suizid präsentiert, er soll Teile des Firmenvermögens für Privatzwecke veruntreut haben und in einen Korruptionsskandal rund um den Neubau des Landeskrankenhauses und Baustadtrat Wilfried Karasek verwickelt gewesen sein. Außerdem wird über Hans Summer berichtet, der Selbstjustiz geübt hatte und mit einem Luftdruckgewehr in dem als Drogenumschlagplatz bekannten Lokal Tunnel um sich schoss. Das Ehepaar Hans und Gitti Summer hatte die gemeinsame Tochter an Heroinsucht verloren, das Ehepaar fühlt sich von der Polizei im Stich gelassen.
Als Nächstes hat Weiß den Drogenhändler Konrad Mugler im Visier, den er bislang nicht dingfest machen konnte. Anton will Nathan bei seinem weiteren Plänen jedoch nicht mehr unterstützen und kontaktiert daher Ingomar Kranz. Der soll über den Mord von Weiß an Ludwig Stadler berichten, Kranz weigert sich jedoch aufgrund fehlender Beweise. Außerdem fürchtet Galba, selbst Opfer von Weiß zu werden. Kranz dagegen vermutet, dass Ludwig Stadler den Selbstmord nur vorgetäuscht hatte, um sich aus der Affäre zu ziehen, nachdem Stadlers Leiche nicht gefunden wurde. Galba verspricht Kranz ein Beweisvideo. Kranz selbst wird von Stadtrat Karasek unter Druck gesetzt, falls er weiter negativ über ihn berichten sollte, könnte bei der nächsten Umstrukturierung der Kopf von Kranz rollen.
Galba übermittelt Kranz ein Video der Überwachungskamera der Abwasserreinigungsanlage, das Weiß bei der Entsorgung einer in Stoff verhüllten Leiche in der Fleischmühle der Anlage zeigt. Auf den Aufnahmen ist auch eine Frau zu sehen, die Weiß beim Entsorgen hilft, die jedoch nicht identifiziert werden kann. Galba vermutet, dass es sich dabei um seine nunmehr ehemalige Geliebte Helga Sieber handelt, die mittlerweile auch bei der ARA gekündigt hatte. Mit den Aufnahmen konfrontiert, gesteht Weiß Kranz, dass er die Leichen von Mugler und seinem Leibwächter Warlam in der Anlage entsorgt hat. Damit Kranz die Geschichte nicht veröffentlicht, bietet er ihm an, Stadtrat Karasek, dem er seit Jahren erfolglos versucht Korruption nachzuweisen, für ihn zu entsorgen. Ingo steigt auf den Deal ein, befürchtet allerdings anschließend, auf Videoaufnahmen bei der Entsorgung von Karaseks Leiche zu sehen zu sein.
Beim Sichten des Videomaterials fällt Galba ein Zeitsprung in den Aufnahmen auf. Hilde Galba, die Ehefrau von Anton, ist mit Gitti Summer, die den Verein KMD – Keine Macht den Drogen betreibt, befreundet. Weiß stellt Kranz Hilde als diejenige vor, die ihm bei der Entsorgung der Leichen von Mugler und Warlam geholfen hatte. Nathan und Hilde bitten Ingo, als Kontrollinstanz für deren weitere Vorhaben zu fungieren, als nächstes Opfer haben die beiden Bankdirektor Baumann auserkoren. Kurz vor einer Familientragödie, bei der ein Familienvater seine Frau, sein Kind und schließlich sich selbst erschoss, war ihm von der Bank ein Fremdwährungskredit fällig gestellt worden. Der Kredit war ihm von Bankdirektor Baumann aufgeschwatzt worden. Kranz hat keinen Einwand gegen Baumann als nächstes Opfer. Die Videoaufnahmen von Weiß und Kranz bei der Entsorgung der Leiche von Karasek hat Weiß als Sicherstellung verwahrt, um Kranz an einer Veröffentlichung von Teilen der Geschichte zu hindern.
Chemiker Galba bastelt einen Sprengstoff, mit dem er einen Anschlag verübt. Im Radio wird berichtet, dass dabei Ingo Kranz getötet und Nathan Weiß schwer verletzt wurde und im Koma liegt. Bei einem Besuch auf der Intensivstation trifft Anton auf seine Frau, die vermutet, dass Muglers Leute für die Explosion verantwortlich waren und sie deren nächstes Opfer sein könnte. Anton versucht Hilde zu beruhigen, indem er ihr versichert, dass es nicht Muglers Leute waren, die den Anschlag verübt hatten. Am nächsten Tag bittet sie ihn, mit Bankdirektor Baumann behilflich zu sein.

## Produktion und Hintergrund

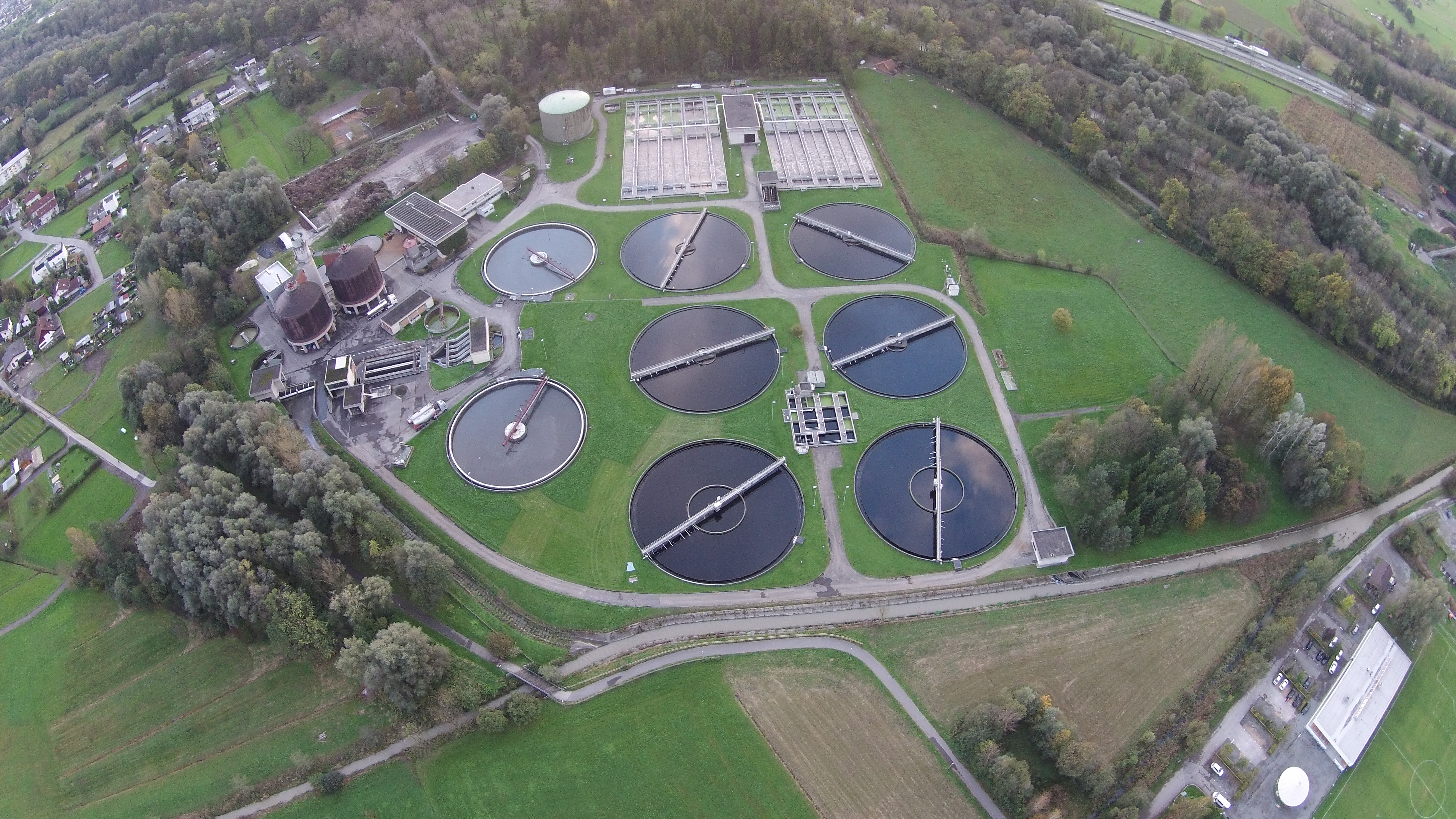
Einer der Drehorte: die Abwasserreinigungsanlage Dornbirn-Schwarzach

Die Dreharbeiten fanden vom 16. September bis zum 14. Oktober 2013 in Vorarlberg statt. Drehorte waren Dornbirn und Umgebung, gedreht wurde unter anderem in der Abwasserreinigungsanlage Dornbirn-Schwarzach, in Hohenems, Wolfurt, Lauterach und am Badehaus am Kaiserstrand in Lochau.
Produziert wurde der Film von der Allegro Film, beteiligt war der Österreichische Rundfunk, unterstützt wurde die Produktion vom Fernsehfonds Austria und dem Land Vorarlberg. Für das Szenenbild zeichnete Christine Egger verantwortlich, für den Ton Heinz Ebner, für die Maske Kerstin Stattmann und Martha Ruess und für das Kostümbild Brigitta Fink.
Das auf dem gleichnamigen Roman des Vorarlberger Autors Christian Mähr basierende Drehbuch bezieht sich auf das Requiem von Johannes Brahms und den Bibelvers Denn alles Fleisch, es ist wie Gras.

## Rezeption

### Kritiken
Teresa Schaur-Wünsch befand in der Tageszeitung Die Presse, dass Bilgeri dem Ensemble ein seltsames Vorarlbergerisch, „eine Art Ländle-Esperanto“, verordnet habe.
Sarah Kohlberger schrieb im Weser Kurier, dass der düstere Film ein erfrischend anderer Krimi und von der ersten bis zur letzten Minute packend und flott erzählt sei. Glanzstück des Films sei Tobias Moretti.
Tilmann P. Gangloff von tittelbach.tv befand, dass der Film kein Krimi wie jeder andere sein wird. Agnes Pluch und Reinhold Bilgeri würden eine ungewöhnliche Geschichte erzählen. Auch die Bildgestaltung verdeutliche, dass Bilgeri und seinem Kameramann Tomas Erhart alles andere als eine Arbeit von der Stange vorschwebte. Besonders reizvoll sei die Genre-Verweigerung: Der Krimi sei trotz seines schwarzen Humors keine Komödie, sondern eher eine Groteske.
Thilo Wydra meinte im Tagesspiegel, dass Alles Fleisch ist Gras erkennbar österreichisches Fernsehen sei. Bitterböse und rabenschwarz sei dieser Fernsehfilm in Szene gesetzt, der sich jeder Genre-Zuordnung entziehen mag. Die Groteske à l’autrichienne sei ebenso skurril wie splatternd. Das Spannende sei, dass die Zuschauer unentwegt auf Fährten gelenkt werden, die sich letztlich nicht als das herausstellen werden, was sie zu sein scheinen. So wie kein Genre wirklich passen mag, so scheinen hier nahezu alle Figuren nicht die zu sein, die sie zu sein vorgeben. Man werde an der Nase herumgeführt und von Dramaturgie, Regie und Darsteller-Ensemble wiederholt aufs dünne Eis gestellt. Es sei ein Vexierspiel mit den Zuschauern, Tobias Moretti reize das mit sichtbar diebischer Spielfreude aus.
Sylvia Staude schrieb in der Frankfurter Rundschau, dass der Film Lakonik mit Bildern kombiniere, die aufs Detail achten würden, ein Galgen-Tattoo auf der schlanken Fessel etwa. Und Figuren hinzufüge, die trotz ihres beherzten, gewissermaßen bodenständigen Leute-beiseite-Schaffens doch irgendwie auch nett seien. Das halte die Balance zwischen robustem Humor und feiner Ironie, zwischen Krimikomödie und unaufgeregter Ehegeschichte.
Ursula Scheer befand in der Frankfurter Allgemeinen Zeitung, dass man ein Faible für tiefschwarzen Humor und eine gewisse optische Schmerzfreiheit mitbringen sollte, um an diesem Krimi Gefallen zu finden. Die Dialoge seien pointiert, die Figuren herrlich überzeichnet, aber zugleich erfrischend uneindeutig in ihrem Wesen. Tobias Moretti und Wolfgang Böck ließen es an lustvoller Verve bei der Verkörperung der beiden provinziellen Unsympathen nicht fehlen. Gemeinsam liefen beide zu großer Form auf in dieser Farce, der die Kamera von Tomas Erhart immer neue, ungewohnte Perspektiven abgewinne. Dass Verbrechensaufklärung niemals interessiere, sondern allein die Frage, wer am Ende lebend übrig bleibt im Kreis, mache den Reiz dieses leichten Unterhaltungskrimis der etwas anderen Art aus.

### Einschaltquote
In Österreich verfolgten den Film bei Erstausstrahlung im ORF 778.000 Zuschauer, der Marktanteil betrug 27 Prozent.
Im ZDF sahen den Film bei Erstausstrahlung 2,57 Millionen Zuschauer, der Marktanteil lag bei 10,4 Prozent.